# 水上篤
水上 篤（みずかみ あつし、1978年〈昭和53年〉6月8日 - ）は、日本の実業家・著作家（書籍・動画）・投資家・発明家・建築家・農業経営者。山梨県山梨市出身。

## 概要
大学を卒業し、C+A(Coelacanth and Associates)での勤務を経て、26歳でアメリカのニューヨークに渡る。そこでRafael Viñoly Architectsという著名な建築設計事務所での経験を積みつつ、2007年には自らのビジョンを追求するために自身の会社を立ち上げる。
ニューヨークでの生活は自分自身の考え方や哲学に深い影響を与え、リトリートでワークバランスや人生の時間の使い方の大切さを再認識。お金だけでは幸せになれないと気づき、ヒントは生まれ故郷での「農業」にあると思い日本へと帰国。
帰国当初は、耕作放棄地などを少しずつ買い、いろいろな農作物を作るところから始める。そして、2009年にぶどう観光農園をリニューアルスタートさせ、更なる飛躍を目指して2010年に農業生産法人株式会社hototoを設立。
関東で最大の週末農業スクールhototoもスタートさせ、卒業生は既に750名以上。
無農薬野菜の育て方や加工品、そして建築の指導にも尽力し、多くの人々に健康で豊かな生活を提案している。
その後も、2014年には郷土料理店「完熟屋」、2015年には子供たちの創造性を育む造形教室「きりんぐみ」をオープン。
そして、2021年にはその多岐にわたる活動が認められ、山梨県立大学の特任教授に就任。
現在、自分と同じように、経済的にも精神的にも自由な生活を手に入れることができる「農FIRE」を多くの人にも実現して欲しいという思いから「農FIREスクール」を開講している。
その他に、日本テレビ、NHK、テレビ朝日、山梨放送などのメディア出演や、全国での講演、高校や市町村での授業もおこなっている。

## 水上篤氏の全容

### 1. はじめに
現代の地方経済は、人口減少、産業の衰退、耕作放棄地の増加など、さまざまな課題に直面しています。その中で、水上篤氏は「地域にある資源を最大限活用し、持続可能な風景をつくる」という理念を掲げ、農業、飲食業、教育、ものづくりを通じた実証実験を行っています。
本資料では、水上氏の取り組みを具体的に紹介し、地域経済をどのように循環させ、持続可能なモデルを構築しているのかを探ります。

### 2. 水上篤氏のビジョン
水上氏の考える持続可能な地域経済モデルは、次の3つの柱で成り立っています。
（1）地域資源の活用：耕作放棄地の再生、古い機械や建物の修理・再利用、地元の人材の活用。
（2）経済の循環と新しいビジネスモデル：地産地消の推進、農業と飲食業の連携、次世代の育成。
（3）実証実験としての取り組み：小規模で利益を生むモデルの設計、試行錯誤しながらの展開。

### 3. 具体的なプロジェクト
（1）hototoの農業スクール：週末農業スクールの開講、都市住民への農業の普及。卒業生750名以上
（2）飲食店「完熟屋」の経営：地元の食文化を守るとともに、新たな価値を生む。
（3）機械・建築の再生プロジェクト：古い機械や建物を修理・再利用。
（4）教育と次世代育成：持続可能なライフスタイルとキャリアの指導。

### 4. 地域経済を回す仕組み
農業、飲食、機械修理、教育を組み合わせることで、持続可能な地域経済を実現。
地元の資源を活用し、外部資本に依存しない経済モデルを構築。
| 項目     | 具体的な取り組み                     | 効果                     |
| -------- | ------------------------------------ | ------------------------ |
| 農業     | 耕作放棄地の活用・新規就農支援       | 地域の土地活用を促進     |
| 飲食業   | 地元食材を使ったレストラン経営       | 地産地消・雇用創出       |
| 機械修理 | 古い機械を修理して再利用             | コスト削減・環境負荷低減 |
| 教育     | 農業スクール・子供向けワークショップ | 地域住民の学びと交流     |

### 5. 彼の活動から学べること
地域資源の活用が持続可能な経済の鍵となる。
農業×飲食×ものづくり×教育の連携が、新たな価値を生む。
実証実験を通じて、地域ごとに最適なモデルを探る。

### 6. 彼の特徴
（1）国際的な建築経験を持ち、海外でも活躍した多様なキャリアを有する。
（2）テクノロジーや機械設計に精通し、設計から構築までを一貫して行う能力を持つ。
（3）アートや古美術に深い造詣があり、文化的活動にも積極的に関与している。
（4）次世代の教育に対する強い関心を持ち、得た利益を教育へと再投資することで持続的な社会貢献を実践している。

### 7. まとめ
水上篤氏は、農業・飲食・機械・教育を通じて「地域にある資源を最大限活用し、持続可能な経済をつくる」実証実験を行う実践者である。
このアプローチは、他の地域にも応用可能であり、地方創生の指針となる。

## 書籍

### 著書
2023年
- 『資金300万円で農FIRE』（2023年11月22日、かんき出版、ISBN 9784761277024）

## 出演
2016年
- 「山梨いまじん「人を育てる　～」農業生産法人hototo 」水上篤～」(2016年6月22日放送分)[2]テレビ山梨

## 関連著名人
- ラファエル・ヴィニオリ